# Naděžda Rozehnalová
Naděžda Rozehnalová (rozená Novosadová) (* 15. září 1955 Kroměříž) je právnička a vysokoškolská učitelka.

## Život
Maturovala na Střední ekonomické škole, obor zahraniční obchod, v Brně v roce 1975. Roku 1979 absolvovala právnickou fakultu v Brně, kde v roce 1980 složila rigorózní zkoušku a získala titul JUDr. Již v roce 1979 nastoupila jako asistentka na katedru mezinárodního práva a postupně se stala kandidátkou věd (CSc.) v roce 1986, docentkou 1994 a profesorkou v roce 2005. V letech 1994–2007 byla proděkankou a v letech 2007–2015 děkankou Právnické fakulty Masarykovy univerzity. Od dubna 2015 do srpna 2019 byla prorektorkou pro záležitosti studentů Masarykovy univerzity.

## Dílo
- Seznam děl v Souborném katalogu ČR, jejichž autorem nebo tématem je Naděžda Rozehnalová
- Seznam knih a odborných článků na stránkách MU